# Маријана Царић
Маријана Царић је српска универзитетска професорка. Председница је Савета Универзитета Привредна академија.

## Биографија
Докторирала	је на Технолошком факултету Универзитета у Новом Саду у области	техничких наука. Редован професор је од	1985. године на	Технолошком	факултету Универзитета у Новом Саду, за	предмете технологија млека и	млечних	производа и	 методе	конзервисања, и шеф Катедре за технологије конзервисане	хране од 2003. до 2006.	Продекан је	за науку Технолошког факултета у 3 мандата. Члан је Директоријума Министарства за науку и заштиту животне средине Србије од 2002. до 2007. Сада је рецензент Комисије	за акредитацију и проверу квалитета (КАПК) у високом образовању	Министарства просвете, науке	и технолошког развоја Србије.
Публиковала је преко 230 научних радова, од	којих око 50 у водећим међународним часописима.	Објавила је 8 књига на српском језику.	Аутор је књиге Concentrated and Dried Dairy Products. Коаутор је 17 књига колектива аутора водећих светских издавача. Била је на усавршавању у Швајцарској, Немачкој и као гостујући професор на Државном универзитету Јуте. Носилац је више домаћих и међународних признања за допринос развоју науке и примену резултата научних истраживања у индустрији у области биотехнологије.